# Wybuch prochu w Valletcie (1634)
Wybuch prochu w Valletcie – eksplozja mająca miejsce w XVII wieku. 12 września 1634 roku przypadkowo wybuchła, należąca do Zakonu Joannitów, wytwórnia prochu strzelniczego w Valletcie na Malcie. W wyniku eksplozji zginęły 22 osoby, a kilka budynków zostało poważnie uszkodzonych. Fabryka, zbudowana pod koniec XVI lub na początku XVII wieku, zastąpiła powstałą wcześniej w forcie Saint Angelo w Birgu. Była ulokowana w dolnej części Valletty, w pobliżu Slaves' Prison.
Wybuch poważnie zniszczył pobliski kościół Jezuitów oraz college. Fasada kościoła została odbudowana około roku 1647 przez architekta Francesco Buonamiciego, zniszczone części kolegium również odbudowano.
Sama fabryka nie została odbudowana w tym miejscu. Około roku 1667 powstał nowy zakład we Florianie, daleko od terenów mieszkalnych. W drugiej dekadzie XVIII wieku zabudowania nieczynnej już fabryki zostały wchłonięte przez rozleglejszy zespół budynków znanych jako Casa di Carita, a później Ospizio, będącym przytułkiem dla ubogich.